# Nikki Yanofsky
Nicole "Nikki" Yanofsky (Montreal, Quebec, 8 de fevereiro de 1994) é uma cantora de jazz-pop canadense. Yanofsky cantou o hino nacional canadense na cerimônia de abertura dos Jogos Olímpicos de Inverno de 2010 em Vancouver.

## Discografia
- 2008: We love Ella
- 2010: Nikki
- 2014: Little Secret
- 2016: Solid Gold, EP
- 2020: Turn Down the Sound
- 2022: Nikki by Starlight

### Singles
| Ano  | Song        | CAN | Certificação | Álbum |
| ---- | ----------- | --- | ------------ | ----- |
| 2010 | "I Believe" | 1   |              | '     |